# Benjamin Hall
Benjamin Hall, 1º Barão de Llanover (Londres, 8 de novembro de 1802 - Westminster, 27 de abril de 1867) foi um engenheiro civil e político inglês filho de um industrial galês.
Através de sua esposa, Augusta Waddington, Hall herdou o título de Barão de Llanover em 1859.